# 尹錫榮
尹錫榮（韓語：윤석영，1990年2月13日—），韓國職業足球员，司職左閘，出道於本國球會全南天龍。現時效力K聯賽1球隊江原FC。

## 俱乐部生涯

### 全南天龍
2009年，尹錫榮在K联赛球队全南天龙开始职业足球生涯，他為該隊合共上陣86場賽事。

### 昆士柏流浪
2013年1月24日，全南天龙宣布尹錫榮转会到英格兰足球超级联赛球队女王公园巡游者。
2013年1月30日，女王公园巡游者宣佈尹錫榮由全南天龙轉會加盟，轉會費金額沒有透露，合約為期三年半。在加盟後的首個球季，尹並未獲得一隊上陣機會，當時球隊從英超降班至英冠。但是，他在2013/14球季英冠揭幕戰對哈特斯菲爾德的賽事則首次以後備身份登場，他在該場賽事更助攻予隊友凱列特入球。
2014年3月18日，在作客對錫周三的賽事，尹在半場以後備入替凱列特，以填補被逐離場的李察·鄧尼而出任左閘位置。但女王公園巡遊者在這場賽事大敗0:3。在之後的一場賽事，亦即3月23日對米杜士堡的聯賽，他首次獲安排任正選並踢足全場，更獲選為賽事最佳球員，協助昆士柏流浪以3ː1取勝。2014年5月3日，他在3:2贏班士利的賽事中首度為昆士柏流浪取得入球。
2014/15球季，尹錫榮開始躋身球隊的正選左閘位置，他在2014年10月19日對利物浦的聯賽中首度亮相本季賽事，並踢足全場90分鐘。2014年12月24日對西布朗的賽事中，已連續代表QPR出戰10場正選賽事的尹錫榮因腳踝受傷而在上半場30分鐘被換出，養傷超過一個月才告復出。之後亦復任正選位置，但昆士柏流浪在本季整體表現未如理想下，降班收場。

#### 外借至唐卡士打
尹錫榮於2013年10月25日與唐卡士打簽下為期兩個月的借用合約，但他只為該會效力過三場，並未有太突出的表現。

## 國際賽生涯
尹錫榮曾經入選韓國U17及韓國U20代表隊，2012年10月16日對伊朗的世界盃外圍賽中首次在國家隊登場。他亦入選韓國U23，代表球隊出戰2012年奧運會，並隨隊獲得銅牌。在巴西舉行的2014年世界盃足球賽，尹錫榮亦入選韓國大軍名單，並得到一次正選上陣機會。

## 外部連結
- 尹錫榮的Instagram帳戶

- 足球数据库：尹錫榮的球员统计数据
- 昆士柏流浪官網資料